# ميس ثلاثي العروق
ميس ثلاثي العروق (الاسم العلمي:Celtis trinervia) هو نوع من النباتات يتبع جنس الميس من الفصيلة القنبية.